# خزه آتشین

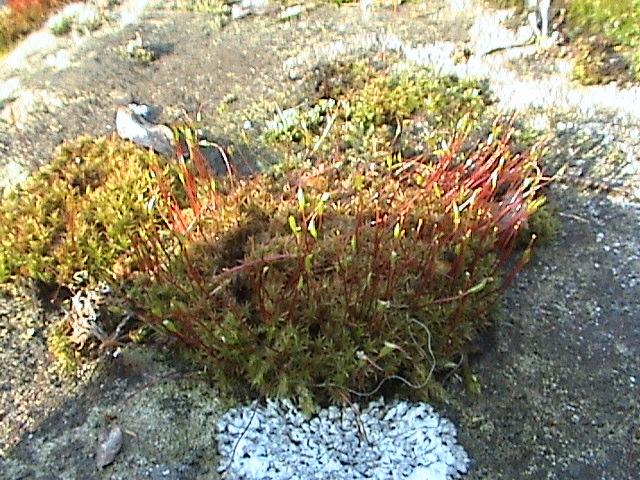

خزه آتشین گونه‌ای خزه است که رنگ آن زرد-سبز یا سرخ می‌باشد.
این نوع خزه در سراسر جهان یافت می‌شود و به‌ویژه در زمین‌های سوخته یا آسیب‌دیده می‌روید. این خزه کم‌ارتفاع هم‌چنین بر روی سقف‌ها و دیوارها هم می‌روید. خزه آتشین در بهار فرش متراکمی از پوشینه‌های هاگ تولید می‌کند.